# Монетар

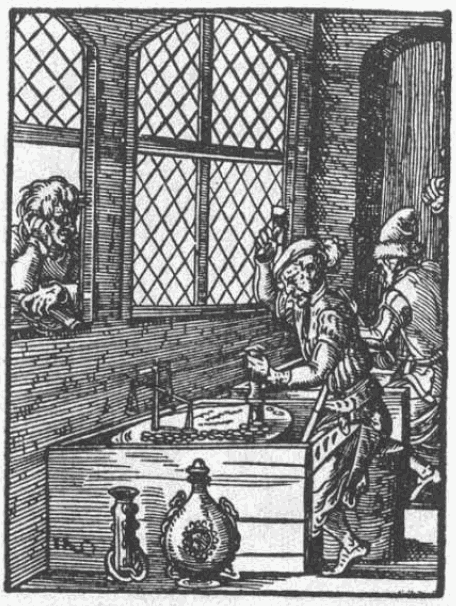
Карбувальник монет, XVI ст.

Монетар (лат. magister monetae або monetarius — карбувальник) або мюнцмейстер (нім. Münze — монета і нім. Meister — начальник) — монетний майстер, магістрат монетарні, який відповідав за карбування монет, голова монетарні або його відділення. Його обов'язки визначалися по-різному в різний час і в різних місцях.

## Античність

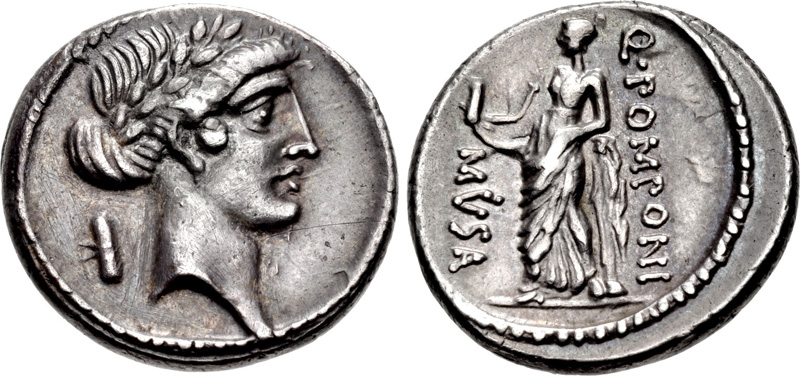
Серія монет з давньогрецькими музами монетаря Квінта Помпонія Музи

Монетними магістратами в стародавній Греції часто були літурги — заможні громадяни, які власним коштом виконували державні завдання.
Про обов'язки монетаря в ранньовізантійський період відомо мало. Імовірно, один майстер міг карбувати монети для багатьох різних міст. Це підтверджують одні й ті ж самі підписи майстра на різних монетах, а також подібний стиль карбування.
За часів Римської республіки карбуванням монет займалася колегія з трьох магістратів — лат. tresviri aere argento auro flando feriundo, досл. «три чоловіка для відливання (і) карбування бронзових, срібних (і) золотих (монет)».
Колегія з трьох магістратів була відома з часів другої Пунічної війни. Спочатку вона відповідала за збір коштів, згодом займалася організацією монетної справи. Магістрати не були простими карбувальниками монет (monetarii). Вони виконували обов'язки чиновників, які контролювали процес, зокрема дизайн на самих монетах.
Тільки з І століття до нашої ери можна говорити про роботу монетарні на постійній основі. Гай Юлій Цезар збільшив кількість магістратів до чотирьох осіб, але Октавіан Август повернув знову до трьох. Treviri monetales можна простежити до ІІІ століття нашої ери.
Протягом імперського періоду діяльність майже 20 монетарень контролювали прокуратори.

### Монетні магістрати Ольвії

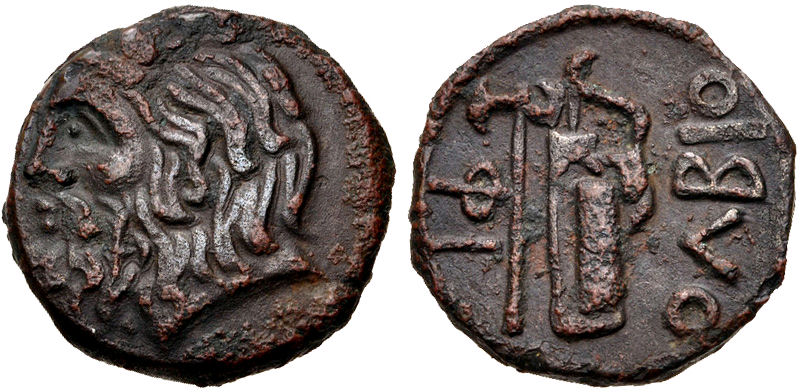
Монета «Борисфен» із диферентом магістрата Філомила Діонісіїва (ФІ). Ольвія, 303 р. до н. е.

У давньогрецькому полісі Ольвія (сучасна територія України) випускали власні гроші. Зокрема впродовж орієнтовно 330—219 років до н. е. здійснювали емісію найпоширеніших ольвійських монет — борисфенів. На них ставили спеціальні диференти (монограми, скорочення). У більшості випадків це — імена монетних магістратів, яких визначили по епонімному каталогу (календарю) Ольвії. Вони були представниками семи найвпливовіших родів, які становили вищу еліту поліса і традиційно обіймали державні посади почергово. Найпершими відомими монетними магістратами були Каллінік Евксенів (грец. Καλλίνικος Εὐξένου, близько 331—330 рр. до н. е.), Філт Леонідів (Φιλτῆς Λεωνίδου, 329 р. до н. е.), Полімнест Менон (Ποσειδώνιος Ἐπικράτου, 328 р. до н. е.). З-поміж інших — Гегемон (Ἡγήµων, 263 р. до н. е.), Боспорих (Βοσπορίχου, 239 р. до н. е.), Аристон із роду Нікератів (Νικηράτου, 222—219 рр. до н. е.) тощо.

## Середньовіччя

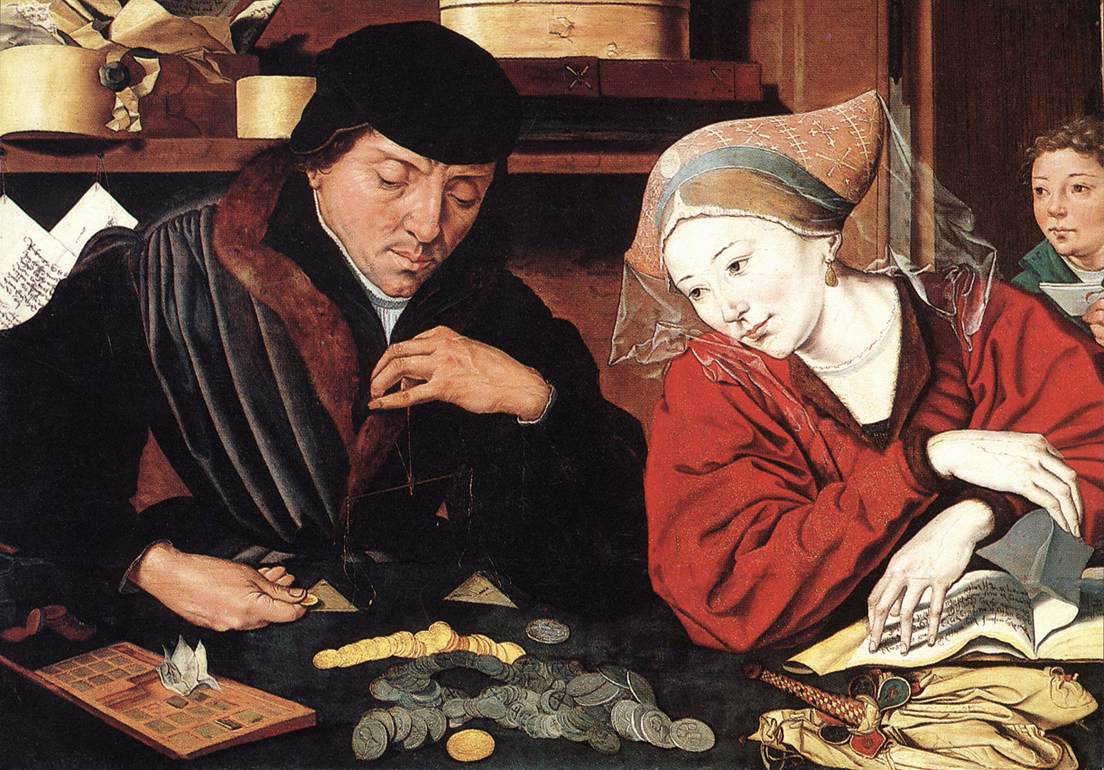
Реймерсвале. «Міняйло з дружиною». Міняйли часто входили до складу монетних цехів

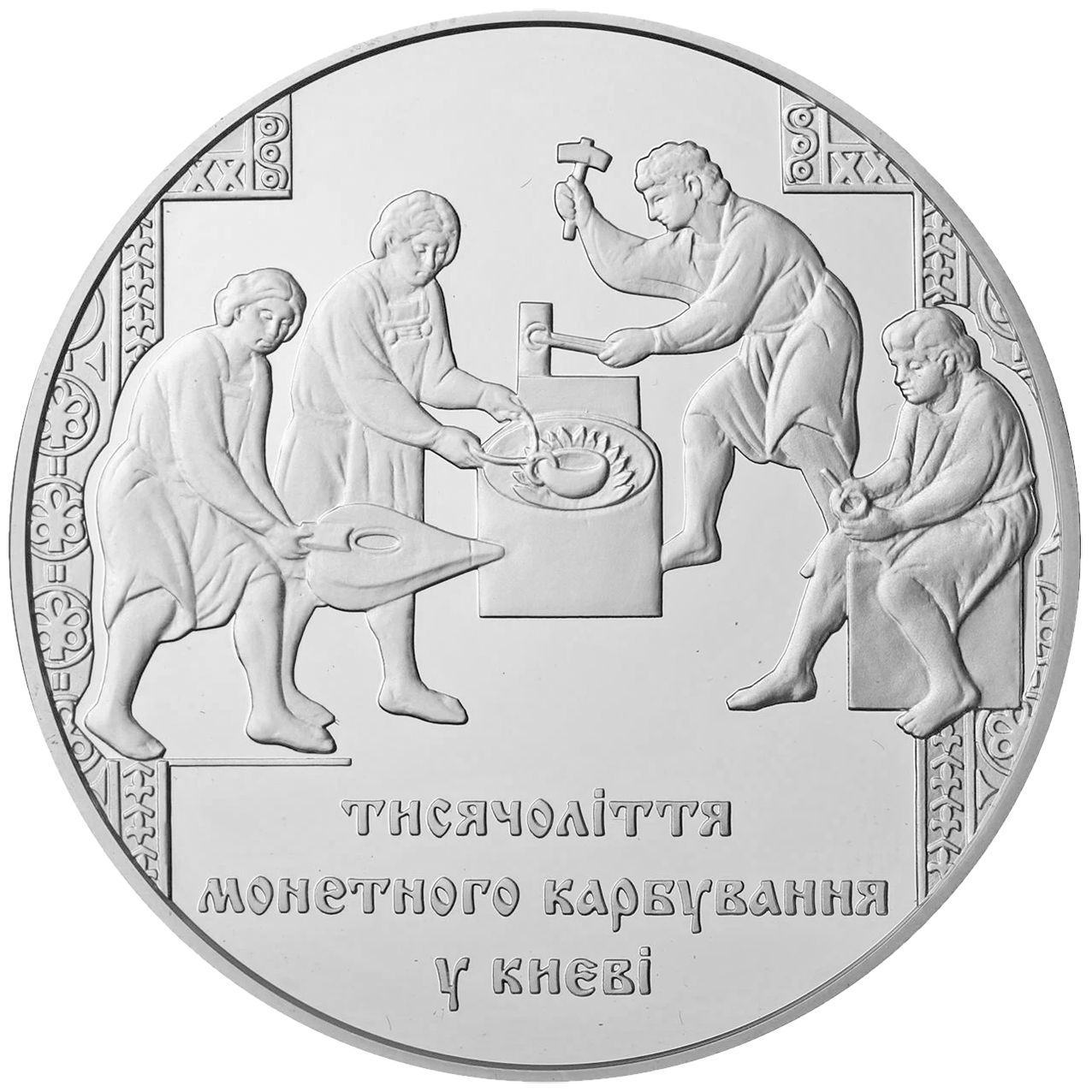
Сцена карбування монети в Києві у Х столітті. Сучасна монета, 2008

Потреба в грошах у період Меровінгів була відносно низькою. Монетні майстри обробляли монетний метал і виготовляли монети в невеликих майстернях самостійно або за допомогою кількох працівників. За часів Каролінгів карбуванням монет займалися посадовці, призначені королем.
У період Високого середньовіччя їх замінили монетні артілі. Його члени походили з лав багатих бюргерів — купців, торговців коштовними металами, міняйлів, золотарів, які, своєю чергою, призначали одного зі своїх лав мюнцмейстером, магістратом монетарні. За свою працю члени артілі отримували частку прибутку від карбування. Вони також користувалися певними правами та привілеями, зокрема монополією на купівлю золота та срібла, звільненням від митних зборів і податків і незалежною юрисдикцією у справах карбування. Ці артілі пережили свій розквіт у XIII—XIV століттях.
У пізньому середньовіччі монетні артілі зникли, оскільки карбування перейшло до державних правителів або міської влади. Відтоді мюнцмейстери стали незалежними підприємцями, яким здавали в оренду монетні двори. Вони визначали вагу, пробу коштовних металів, сеньйораж і власну частку шляхом угод зі своїми володарями. Разом із копальнями та державними корабельнями монетарні стали найбільшими компаніями свого часу.
Натомість північноіталійські міста-держави не здавали в оренду свої монетні двори, а наймали обраних майстрів монетарні як чиновників.
У Священній Римській імперії підмайстер монетарні (нім. Münzohm, Münzgeselle або Reichsohm) перед вступом на посаду складав обітницю. Він, як і мюнцмейстер, мав особливі права.

## Новітня доба
У нову добу місцеві мюнцмейстери та їхні монетарні набули великого значення. У цей час з'явилися цілі династії орендарів монетарні. Часто на монетах карбували особисті знаки мюнцмейстерів у вигляді крихітних розеток, інструментів, монограм чи ініціалів. У XVII—XVIII століттях значно зросла кількість єврейських орендарів монетних дворів, оскільки доступ до інших професій євреям обмежили.
У добу абсолютизму основною проблемою з отриманням права карбування монет стало знецінення монет унаслідок фінансування державою воєн. До і під час Тридцятилітньої війни девальвацію монет спричинила монетна криза XVII століття, пізніше — діяльність Вайтеля Гейне Ефраїма, відомого берлінського банкіра, який фінансував війну Пруссії в Семирічній війні (1756—1763).
В Англії монетні майстри як підприємці проіснували до другої половини XIX століття, а у Франції та Голландії трохи довше.
В Австрії та Німеччині створення державної монетної системи почалося ще в епоху Габсбургів. В Австрії запровадили посаду головного мюнцмейстера (нім. Erbmintmeisters) як державного службовця з фіксованою платнею без можливості займатися підприємництвом. У Богемії посаду головного мюнцмейстера обіймали графи й лорди, які також керували всіма гірничими установами та копальнями в королівстві.
Крім мюнцмейстера були й інші чиновники монетарні, як наприклад, майстер-коваль, штемпелеріз і карбувальник. Наглядач монетарні (лат. wardinus) наглядав за якістю сплаву і процесом карбування. Він також мав надати зразки до комісії з відбору зразків (нім. probationstag) відповідно до офіційних правил. Збірну комісію формували з представників королівського двору або місцевої шляхти.